# Rhyacia pretiosa
Rhyacia pretiosa är en fjärilsart som beskrevs av Alphéraky 1892. Rhyacia pretiosa ingår i släktet Rhyacia och familjen nattflyn. Inga underarter finns listade.